# Movimiento 26 de Julio
El Movimiento 26 de Julio (M-26-7) fue una organización política y militar cubana creada en 1955 para combatir la dictadura de Fulgencio Batista. Estuvo liderada por Fidel Castro, Frank País, el Che Guevara y Camilo Cienfuegos, entre otros. El M-26-7 se consideraba una continuación de las luchas del Partido Ortodoxo y la ideología de José Martí advirtiendo sobre el gran peligro que representaba Estados Unidos para Cuba en 1895.
Fue la organización más importante entre las que participaron de la Revolución cubana. A fines de 1956 estableció una base guerrillera en la Sierra Maestra que terminó venciendo a las tropas del dictador Fulgencio Batista, el 31 de diciembre de 1958, para tomar el poder e instalar junto con otras organizaciones un gobierno provisional presidido por Manuel Urrutia Lleó. Luego de la Revolución cubana y a medida que escalaba el enfrentamiento político con Estados Unidos, se agudizaron las diferencias ideológicas internas. En julio de 1961 fue uno de los partidos que integraron las Organizaciones Revolucionarias Integradas (ORI), junto con el Partido Socialista Popular y el Directorio Revolucionario 13 de Marzo que a su vez se disuelven el 26 de marzo de 1962 para formar el Partido Unido de la Revolución Socialista de Cuba (PURSC), de ideología comunista.

## Origen
Su nombre proviene del asalto al Cuartel Moncada en Santiago de Cuba el 26 de julio de 1953. El M-26-7 fue creado en Cuba el 12 de junio de 1955 en la clandestinidad, durante la dictadura de Fulgencio Batista. Por entonces Fidel Castro, su promotor, acababa de ser amnistiado y liberado de la cárcel donde se encontraba cumpliendo una condena por haber encabezado el asalto al Cuartel Moncada en 1953. Debido a esa acción, Fidel Castro, quien era un importante líder del Partido Ortodoxo fundado por Eduardo Chibás, se volvió una personalidad célebre en la isla.
El núcleo inicial, formado por el grupo que organizó el asalto al Cuartel Moncada, se fusionó con el Movimiento Nacional Revolucionario que dirigía Rafael García Bárcenas y con la mayor parte de la Juventud Ortodoxa. Poco después se fusionaría con Acción Nacional Revolucionaria, dirigido por Frank País. Debido a la amplitud ideológica y a su objetivo de derrocar la tiranía de Batista, el M-26-7 iría rápidamente sumando a jóvenes de las más diversas procedencias políticas, cosa que provocaría rupturas tras 1959.

## Acción política y militar
Durante 1955 y 1956 el M-26-7 se dedica a organizarse en todo el país mediante direcciones provinciales y territoriales, mientras que, una parte de la Dirección Nacional, incluyendo a Fidel Castro, debió exiliarse a México, donde organizaron y entrenaron a un núcleo guerrillero con el fin de desembarcar en Cuba e iniciar una revolución armada. El movimiento obtuvo recursos por medio de exigir un Impuesto revolucionario cobrándole principalmente a los ingenios azucareros, los ganaderos y la banca.
En 1956 un grupo de 82 guerrilleros del Movimiento 26 de Julio, conducidos por Fidel Castro, se embarcaron en México en el yate Granma para desembarcar en la Playa de las Coloradas, en el Oriente cubano. Tras un mal comienzo y gran número de bajas, un pequeño grupo de aproximadamente 21 personas, el Ejército Rebelde, logró instalar una base guerrillera en la Sierra Maestra, aumentando sus filas a 400 hombres en febrero de 1958. En comparación las fuerzas de Batista alcanzaban los 50 000 hombres, pero solamente 10 000 pudieron ser empleados a la vez para enfrentar a la guerrilla. Para enfrentarlos las tropas de Fulgencio Batista lanzaron una ofensiva de 10 000 con apoyo aéreo y terrestre para cercar y destruir a los guerrilleros ocultos en la Sierra entre abril y agosto de 1958, esta campaña terminó en un fracaso decisivo para el desarrollo del conflicto.
Fulgencio Batista convoco las elecciones generales de Cuba de 1958, el ejército rebelde pidió públicamente un boicot electoral y publicaron su Manifiesto de Guerra Total el 12 de marzo de 1958, amenazando con matar a cualquiera que votara. Finalmente después de dos años de guerra los rebeldes vencieron a las fuerzas de Batista provocando su huida a República Dominicana y la toma del poder el 1 de enero de 1959. Para ese momento sumaban de 2000 a 3000 guerrilleros y la guerra había costado la vida de entre mil y dos mil quinientas personas.

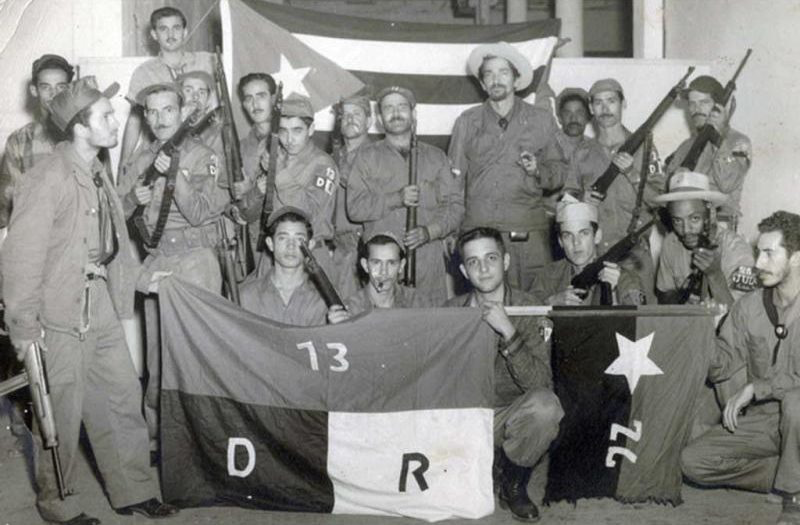
Fuerzas de los movimientos Directorio Revolucionario 13 de marzo y M-26-7 durante la Revolución cubana.

Durante el período de la guerra, en el M-26-7 surgieron dos grupos claramente definidos, y denominados con los términos de «la sierra» y «el llano», refiriéndose el primero al grupo guerrillero, directamente dirigido por Fidel Castro con gran influencia del Che Guevara y Raúl Castro, y el segundo a los dirigentes que se encontraban en las ciudades realizando tareas de agitación y relación con otros partidos políticos, los sindicatos y el movimiento estudiantil. Desde un comienzo el grupo de «la sierra» adoptó una posición más izquierdista, antiestadounidense y con mejores relaciones con el Partido Comunista, que el grupo de «el llano», que mostraba una posición nacionalista-antiimperialista clásica, con un fuerte contenido anticomunista, más inclinada a establecer una democracia liberal. En el grupo de «el llano» se destacaron dirigentes como Armando Hart y René Ramos Latour.

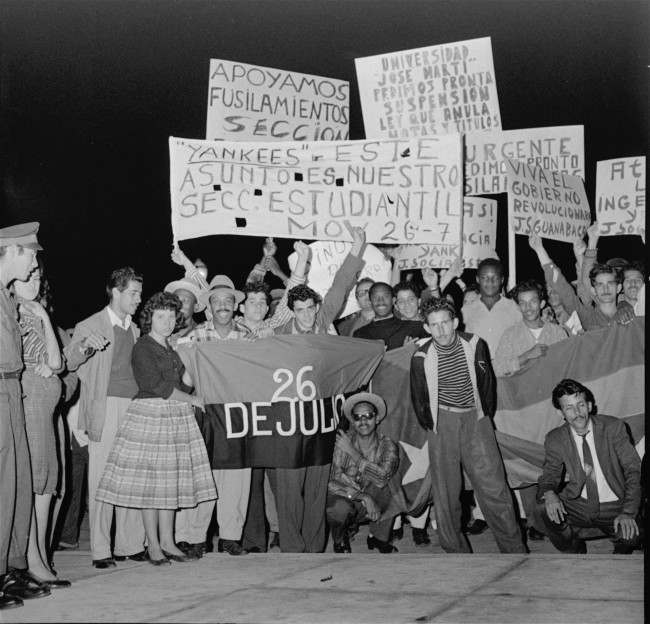
Manifestación del Movimiento 26 de Julio en la que apoyan los fusilamientos.

Después de la toma del poder, Fidel Castro, el Che Guevara y Raúl Castro influyeron fuertemente para que el M-26-7 se identificara con los principios del comunismo provocando fracturas internas y alejamientos. Por esta razón algunos de sus integrantes se volvieron claramente contrarios a la revolución, como Huber Matos, más inclinados a establecer un gobierno nacionalista alejado de las transformaciones sociales, que fue condenado a prisión y exilio, o Pedro Luis Boitel encarcelado hasta su muerte en 1972. Otros se exiliaron como Raúl Chibás y José Pardo Llada. Manuel Artime participó en la fallida Invasión de bahía de Cochinos.
La evolución hacia el comunismo del M-26-7 y del gobierno cubano llevó a la progresiva disolución del Movimiento 26 de Julio. En julio de 1961 se integró a las Organizaciones Revolucionarias Integradas (ORI), junto con el Partido Socialista Popular (Comunista) y el Directorio Revolucionario 13 de Marzo. Las ORI a su vez, se disolvieron el 26 de marzo de 1962 para formar el Partido Unido de la Revolución Socialista de Cuba (PURSC), de ideología comunista. Este último, finalmente, el 3 de octubre de 1965 se transformó en el Partido Comunista de Cuba.

## Himno
El Himno del 26 de Julio o el Himno de la Libertad, es compuesto por Agustín Díaz Cartaya a finales de 1953, durante los hechos posteriores del asalto de Cuartel Moncada, y la música es dirigida posteriormente por Carlos Faxas en 1957. Este himno está dedicado a los asaltantes que murieron en dicho asalto, y un canto de combate a favor de la libertad del pueblo Cuba y que se transformó en marcha oficial del M-26-7, que entonó por primera vez en las emisiones de Radio Rebelde en 1958. A partir del triunfo de la Revolución cubana en 1959, se convirtió en marcha oficial, tanto en actos conmemorativos como militares, políticos, educativos y culturales.
Himno del 26 de julio
(Letra original)
Marchando, vamos hacia un ideal

sabiendo que hemos de triunfar

en aras de paz y prosperidad

lucharemos todos por la libertad.

Adelante cubanos

que Cuba premiará nuestro heroísmo

pues somos soldados

que vamos a la Patria liberar

limpiando con fuego

que arrase con esta plaga infernal

de gobernantes indeseables

y de tiranos insaciables

que a Cuba han hundido en el Mal.

La sangre que en Oriente se derramó

nosotros no debemos olvidar

por eso unidos hemos de estar

recordando a aquellos que muertos están.

La muerte es victoria y gloria que al fin

la historia por siempre recordará

la antorcha que airosa alumbrando va

nuestros ideales por la Libertad.

El pueblo de Cuba...

sumido en su dolor se siente herido

y se ha decidido...

hallar sin tregua una solución

que sirva de ejemplo

a ésos que no tienen compasión

y arriesgaremos decididos

por esa causa hasta la vida

¡que viva la Revolución!
Himno del 26 de julio
(Letra actual)
Marchando, vamos hacia un ideal

sabiendo que hemos de triunfar

en aras de paz y prosperidad

lucharemos todos por la libertad.

Adelante cubanos

que Cuba premiará nuestro heroísmo

pues somos soldados

que vamos a la Patria liberar

limpiando con fuego

que arrase con esta plaga infernal

de gobernantes indeseables

y de tiranos insaciables

que a Cuba han hundido en el Mal.

La sangre que en Cuba se derramó

nosotros no debemos olvidar

por eso unidos debemos de estar

recordando a aquellos que muertos están.

El pueblo de Cuba...

sumido en su dolor se siente herido

y se ha decidido...

hallar sin tregua una solución

que sirva de ejemplo

a ésos que no tienen compasión

y arriesgaremos decididos

por esta causa hasta la vida

¡que viva la Revolución!

## Integrantes
La primera dirección nacional del M-26-J estuvo integrada por los revolucionarios: 
- Fidel Castro
- Melba Hernández
- Haydée Santamaría
- Antonio Ñico López
- Pedro Miret Prieto
- José A. "Pepe" Suárez
- Pedro Celestino Aguilera
- Faustino Pérez
- Armando Hart
- Luis Barreto Milián
- Jesús Montané
- Juan Manuel Márquez.[12]

Otros líderes políticos que formaron parte del Movimiento 26 de Julio fueron: 
- Ernesto Guevara
- Camilo Cienfuegos
- Raúl Castro
- Juan Almeida Bosque
- Celia Sánchez
- Abel Santamaría
- Frank País
- Josué País
- Efigenio Ameijeiras Delgado
- Osmani Cienfuegos
- Ramiro Valdés Menéndez
- Renato Guitart Rosell
- René Rodríguez Cruz

Algunos rompieron con el Movimiento después de 1959 tales como:
- Huber Matos
- Carlos Franqui
- Raúl Chibás
- Agustín Navarrete Sarbabous
- Raúl Martínez Ararás
- José Pardo Llada
- Teodulio Mitchel
- Pedro Luis Boitel
- Manuel Artime
- Aldo Vera Serafín

## Brazo armado: el Ejército Rebelde
El brazo armado del Movimiento 26 de Julio fue el Ejército Rebelde, cuyo núcleo inicial fueron los 82 expedicionario del Granma. Posteriormente, a medida que la guerra avanzaba, se fueron incorporando nuevos miembros y el ejército inicial creció, hasta contener varios centenares de hombres y mujeres armados. En 1957, el ejército estaba formado por dos columnas guerrilleras. Hacia 1958, el ejército se expandió cada vez más hasta formar varios frentes: 
- I Frente Oriental "José Martí" - Comandante en Jefe Fidel Castro: Constituido por las Columnas n.º 1, 4, 7 y 31. Combatía en la zona oriental de la Sierra Maestra, Provincia de Oriente.

- Segundo Frente Oriental «Frank País» - Comandante Raúl Castro: Constituido por las Columnas n.º 6, 16, 17, 18, 19 y 20. Combatía en la zona nororiental de la Sierra Maestra y las montañas de Guantánamo, Provincia de Oriente.

- III Frente Oriental "Mario Muñoz Monroy" - Comandante Juan Almeida Bosque: Constituido por las Columnas n.º 3, 9 y 10. Combatía en la zona occidental de la Sierra Maestra, Provincia de Oriente.

- IV Frente Oriental "Simón Bolívar" - Comandante Delio Gómez Ochoa: Constituido por las Columnas n.º 32, 12 y 14. Combatía en la zona norte de la Provincia de Oriente.

- Frente Camagüey "Ignacio Agramonte" - Comandante Julio Camacho Aguilera: Constituido por las Columnas n.º 13 y 11. Frente único que combatía en la Provincia de Camagüey.

- Frente de Las Villas - Comandante Ernesto "Che" Guevara: Constituido por las Columnas n.º 8 y "13 de marzo". Este frente agrupaba no solamente a los guerrilleros del M-26-7 en Las Villas, sino que también incluía a sus aliados del Directorio Revolucionario 13 de Marzo y la guerrilla del Partido Socialista Popular, encabezados respectivamente por los Comandantes Faure Chomón Mediavilla y Félix Torres González.

- Frente Norte de Las Villas - Comandante Camilo Cienfuegos: Constituido por las Columnas n.º 2 y "Mixta". Frente que combatía en la zona norte de la Provincia de Las Villas.

- Segundo Frente Nacional del Escambray - Comandante Eloy Gutiérrez Menoyo: El Segundo Frente Nacional del Escambray fue un desprendimiento del Directorio Revolucionario 13 de Marzo y se negó a pactar con el M-26-7 y sus aliados, llevando la guerra por su propia cuenta en la zona sur de Las Villas. El Segundo Frente no constituyó en sí parte del M-26-7, ni siquiera como aliado de este, pero sí formó parte del Ejército Rebelde que combatió contra las fuerzas de Fulgencio Batista.

- En la Provincia de Matanzas combatía la Columna "Enrique Hart" dirigida por el Capitán Juan Ramón López.

- En la Provincia de La Habana combatía la Columna "Ángel Ameijeiras" dirigida por el Capitán José Garcerán.

- Frente Pinar del Río - Comandante Dermidio Escalona: Constituido por la Columna "Hermanos Saíz". Frente que combatía en la zona más occidental de Cuba, la Provincia de Pinar del Río.[14]

## Cuestionamientos
Ángel Hidalgo sostuvo en una tesis de 2011, en la Universidad del Norte de Texas, que el M26 tergiversó las ideas de José Martí.

## Otros proyectos
- Wikimedia Commons alberga una categoría multimedia sobre Movimiento 26 de Julio.